# Chrostosoma destricta
Chrostosoma destricta là một loài bướm đêm thuộc phân họ Arctiinae, họ Erebidae.